# Daniel Taylor
Daniel Taylor, född den 12 maj 1982 är en amerikansk friidrottare som tävlar i kulstötning. 
Taylor deltog vid VM för ungdomar 1999 där han blev femma i diskus och utslagen i kvalet i kulstötning. Som senior var hans första internationella mästerksap VM 2007 i Osaka där han stötte 18,45 meter i kvalet vilket inte räckte för att ta sig vidare till finalomgången.
Vid IAAF World Athletics Final 2008 i Stuttgart så blev Taylor bronsmedaljör efter att ha stöt 20,38.

## Personligt rekord
- Kulstötning - 21,59 meter